# Association for the Study of Modern Italy
L'Association for the Study of Modern Italy (ASMI) è l'associazione professionale di riferimento nel Regno Unito che riunisce storici, politologi, geografi, storici dell'arte, economisti e specialisti in studi culturali, cinematografici e studi sui media per quanto riguarda l'Italia del XIX, XX e XXI secolo. Fondata nel 1982 dallo storico dell'Italia liberale Christopher Seton-Watson, l'ASMI organizza ogni anno una serie di eventi tra cui seminari e lezioni pubbliche, una scuola estiva di specializzazione e una conferenza internazionale. Essa inoltre sponsorizza anche premi e una serie di iniziative accademiche dedicati allo studio dell'Italia moderna e contemporanea nel Regno Unito e in tutto il mondo. Fra i temi affrontati nelle varie conferenze annuali, la storia delle migrazioni, colonialismo e ordine pubblico, la storia delle emozioni, il regionalismo, la crisi italiana e i conflitti mondiali. L'ASMI accoglie membri da tutti i paesi.

## Modern Italy
Modern Italy è la rivista scientifica dell'associazione. Si tratta di una delle principali riviste di Italian Studies e pubblica articoli "peer-reviewed" che coprono una vasta area di discipline. Attualmente pubblicata da Cambridge University Press, esce quattro volte all'anno.

## Organizzazione
L'Associazione ha un comitato esecutivo con un presidente, un segretario e un tesoriere. Sono stati presidenti dell'Associazione Denis Mack Smith, John Pollard, Russell King, David Forgacs e Perry Willson, Christopher Duggan e Lucy Riall. L'attuale presidente è il professor Philp Cooke.